# 北极兔
北极兔（學名：Lepus arcticus）是一种适应了北极和山地环境的兔子，其种加词“arcticus”意为“北极的”。北极兔一般体长为55～71厘米，体重为4～5.5公斤，北极兔的形体较家兔要大，耳朵和后肢都比较小，身体肥胖，无尾。北极兔有一身蓬松的绒毛可减少热能的流失以适应北极的环境。不同的地区，北极兔也被称为山兔或蓝兔。北极兔拥有着较大的脚掌，而且脚掌下面有长着长毛，不仅可以适应冰冷的雪地，也不能夠太大，是猞猁的主要食物。

## 分布
北极兔分布于加拿大北部和格陵兰的冰原上。

## 主要特征
北部地区的北极兔毛色终年为白色；南部地区的的北极兔平时为灰褐色，到冬天时毛色变为白色。北极兔一般体长为55-71厘米，体重为4-5.5公斤。较大且偏胖的体型也代表它们可以储存更多的脂肪与热量在体内来对抗严寒气候。耳朵较小，但是四肢非常有力灵活，平均来说，北极兔的行动速度可达四十英里左右。而在遇到危险时，北极兔会站起来，并且象袋鼠一样只用后脚快速跳跃。北极兔的毛量相当的丰厚，而且它们拥有两层被毛，下层的毛较短而茂密，可以保温，上层的毛则较为细长柔软且蓬松，因此可以象是防护罩一样，防寒防失温且避免脏东西沾黏。北极兔拥有着较大的脚掌，而且脚掌下面有长着长毛，不仅可以适应冰冷的雪地，也方便在雪地上奔跑跳动，并且能够有效的减少脚掌的受压程度，而不至于在移动时有太大的下陷问题，因此在北美地区被暱称为雪鞋兔。北极兔属于群居动物，通常一个北极兔的群体圈可由20只到300只不等。北极兔彼此之间除了用肢体语言来表示沟通知外，也依靠着她们灵巧的鼻子，来闻嗅身周是否有危险的信息，它们也会留下特殊的嗅觉记号，以提供同伴辨认信息，当然，最重要的沟通方式也要靠它们天生的好耳力，虽然因为要适应寒冷的环境，避免强风灌进耳朵并且减少失温的机会，因此耳朵较小，但是天生的生存欲望，并没有没让它们的耳力也跟着耳朵大小退化。而北极兔的耳朵根据不同的位置与姿势，也能传达出不同的信息，并藉着这些聪明的方法达到与同伴沟通的目标。

## 习性
北極兔以苔蘚、樹根等作為食物，但有些北極兔偶爾也會吃肉。它們會先聞出食物的所在地，然後用力量大且尖利的爪子挖出食物，也會用爪子挖出可以深藏住食物的地洞做儲食的動作。北极兔的繁殖能力并不强，但幼兔存活率高。北极兔每年只能产一窝，每窝只有2到5只小兔。北極兔與家兔不同的地方，是北極兔的幼兔一出生就可以看到東西。而家兔的幼子产下后总是眼睛紧闭，要到12天后才能睁眼看东西。另一方面，在春夏秋季時，北極兔的毛色大概是灰色、藍色，與褐色系，到了冬天，毛色就會變成白色，以生長環境爲依據，北極兔可以自由變化毛色以適應嚴酷的生長環境，不過尾巴的部份則是全年都是白色的。

## 亚种
北极兔共有四个亚种：
- L.a.arcticus
- L.a.bangsii
- L.a.groenlandicus
- L.a.monstrabilis